# Republiek Indian Stream
De Republiek Indian Stream was een kleine, niet erkende constitutionele republiek in Noord-Amerika, langs de grens tussen Quebec en New Hampshire. De republiek verklaarde haar onafhankelijkheid op 9 juli 1832 en hield op met bestaan bij de (vrijwillige) annexatie door New Hampshire in 1835.